# Мезија
Мезија (лат. Moesia, грч.  []) је била античка област, која је добила назив по Мезима, древном трачком племену које је живело јужно од доњег тока реке Дунава, у областима које данас припадају Србији и Бугарској. Почетком 1. века нове ере, Мезију су освојили Римљани, који су на том подручју установили истоимену провинцију.

## Историја
Антика
У 7-6 веку. пне на обали Црног мора настале су колоније Одеса, Калатија, Томи, Истрија и друге У 5. веку пне Персијанци су заузели источну обалу Мезије и укључили је у своје царство. Племена која живе узводно од Дунава задржавају своју независност. Након што су Персијанци отишли, Трачани на југу формирали су Одришко краљевство. Ширење државе наишло је на активан отпор грчких црноморских градова, што је изазвало Атинско-трачки рат 360-357. п. БЦ е., што је резултирало слабљењем Одриског царства. Истовремено, на југу се уздиже Македонија, а на северу, у црноморској области, скитска држава под влашћу краља Атеја, који је заузео територију делте Дунава, где су живела племена Гета. У крвавом сукобу, Македонија је победила скитску унију, а сам Атеј је погинуо. Године 336. п.н.е. Македонија је победила и Одришко краљевство, чија је територија ушла у њен састав. Ширивши свој утицај на север, племена Мезије су постала зависна од Македоније. Локална племена су почела да служе македонским краљевима и очигледно су доживела неки грчки утицај.
29. п. н. е. Мезију је први пут поразила Римска војска, коју је предводио Марко Крас. Нешто касније дошло је до стварања посебне римске провинције. Није јасно, међутим, када је тачно Мезија организована као провинција: први царски легат за кога се зна у овој провинцији био је Аул Цецина, а вест се односи на 6. годину (Касије Дион, 51.29.3); но, није искључено да је провинција Мезија била основана и неку годину раније.
Организација провинције у дефинитивном облику припада времену цара Тиберија. Од његових времена, Мезија је обухватала готово читаву територију данашње централне Србије и даље се простирала дуж читавог доњег Дунава (на територији данашње Бугарске), све до ушћа у Црно море, а јужна граница је ишла до планине Балкан.
Од времена цара Домицијана, Мезија се поделила на Горњу и Доњу Мезију.